# Droga wojewódzka 564
Die Droga wojewódzka 564 (DW 564) ist eine zwei Kilometer lange Droga wojewódzka (Woiwodschaftsstraße) in der polnischen Woiwodschaft Masowien, die die Droga wojewódzka 562 in Płock mit der Droga krajowa 62 in Popłacin verbindet. Die Strecke liegt in der Kreisfreien Stadt Płock und im Powiat Płocki.

## Streckenverlauf
Woiwodschaft Masowien, Kreisfreie Stadt Płock
-  Płock (Plock/Plotzk/Plozk) (DK 60, DK 62, DW 559, DW 562, DW 567, DW 559, DW 575)

Woiwodschaft Masowien, Powiat Płocki
-  Popłacin (DK 62)